# فرانسوا كروس
فرانسوا كروس ولد في 25 مارس 1994 في تولوز وهو لاعب رغبي دولي فرنسي موقف جناح الخط الثالث في ملعب تولوز.
كان قائد فريق ستاد تولوز وفريق اتحاد الرجبي الفرنسي تحت 20 عامًا. وفاز ببطولة فرنسا أعوام 2019 و2021 و2023 وكأس أوروبا عام 2021 مع ستاد تولوز.